# Lijst van Tweede Kamerleden voor de Radicale Bond
Een overzicht van alle voormalige Tweede Kamerleden voor de Radicale Bond.
| Tweede Kamerlid | Begindatum        | Einddatum         |
| --------------- | ----------------- | ----------------- |
| K. de Boer Czn. | 16 mei 1894       | 17 maart 1901     |
| C.V. Gerritsen  | 28 februari 1893  | 20 september 1897 |
| Th.M. Ketelaar  | 21 september 1897 | 17 maart 1901     |
| P. Nolting      | 21 september 1897 | 17 maart 1901     |